# Giovanni Maria Finazzi

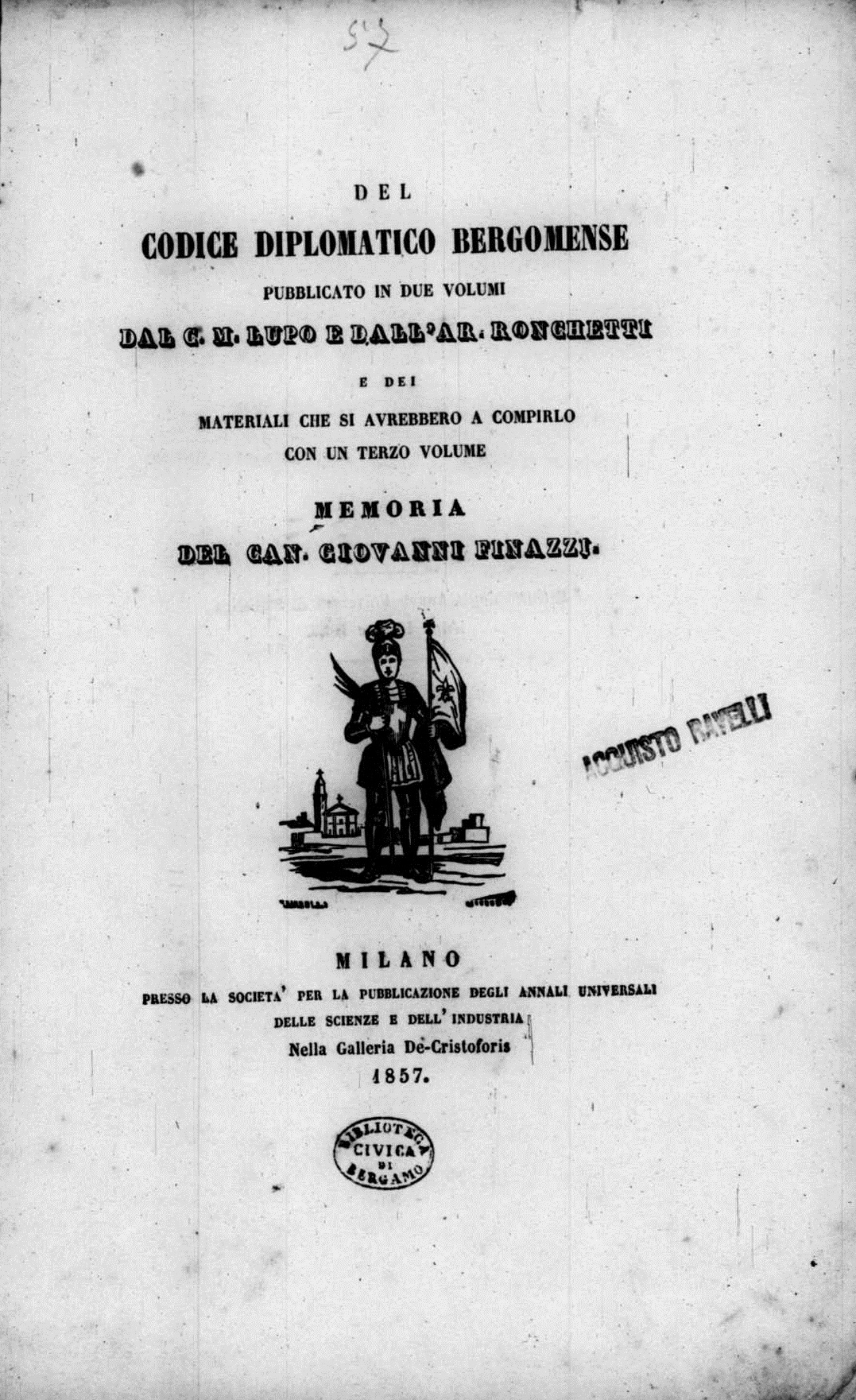
Codice diplomatico bergomense, 1857

Giovanni Maria Finazzi (Bottanuco, 20 novembre 1802 – Bergamo, 26 maggio 1877) è stato uno storico e presbitero italiano.

## Biografia
Entrato giovanissimo in seminario, prima a Bergamo e poi a Milano, venne ordinato sacerdote andando a insegnare retorica nel collegio di Martinengo. Nel 1830 ottenne, nel Seminario diocesano di Pavia, la cattedra come professore di Filologia, storia ed eloquenza, mentre due anni più tardi venne eletto socio onorario dell'Ateneo di Bergamo e fu invitato ad insegnare Teologia pastorale, Catechistica ed Eloquenza Sacra nel locale seminario.
Ottenne poco dopo sia l'incarico di prefetto del Ginnasio, di canonico teologo della cattedrale e di esaminatore prosinodale (1845), sia di direttore del collegio vescovile (1851).
Tuttavia, a causa delle simpatie alla causa risorgimentale, entrò in conflitto con esponenti del clero locale, tra cui il vescovo Pietro Luigi Speranza, che lo sospese dalla carica di provveditore agli studi di Bergamo, ruolo assegnatogli dal ministro Gabrio Casati. Infine, nel 1873, venne nominato preside del liceo Sant'Alessandro. Negli ultimi anni di vita collaborò con la rivista Bergamo o sia Notizie Patrie.
Morì il 26 maggio 1877 nella città orobica.

## Opere
- Codice diplomatico bergomense, Milano, Società per la pubblicazione degli annali universali delle scienze e dell'industria, 1857.
- Le antiche lapidi di Bergamo descritte ed illustrate, Bergamo, Pagnoncelli, 1876